# Département d'Añelo
Le département d'Añelo est une des 16 subdivisions de la province de Neuquén, en Argentine. Son chef-lieu est la ville d'Añelo.
Le département a une superficie de 11 655 km2. Sa population s'élevait à 7 554 habitants en 2001. Selon les estimations de l'INDEC, en 2005, il avait 8 652 habitants.

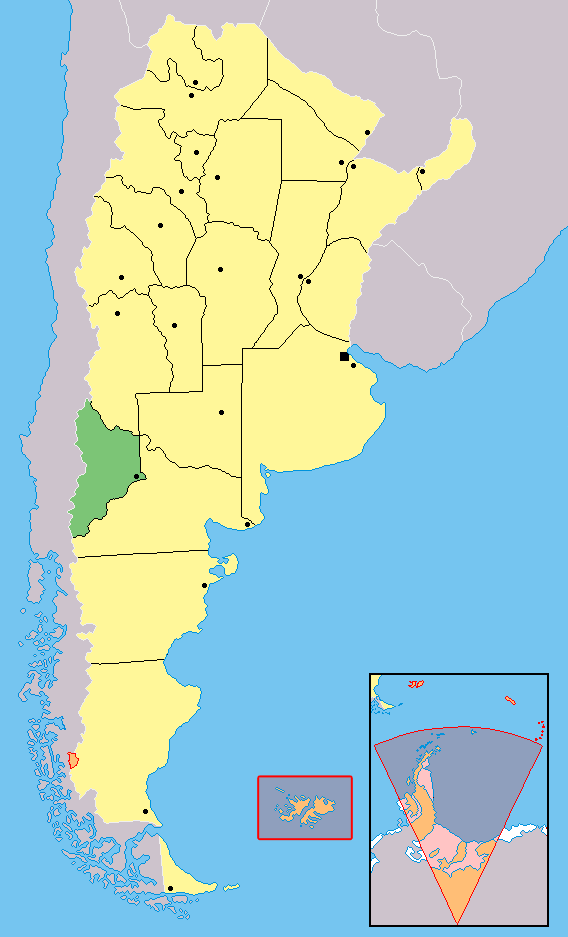
Localisation de la province de Neuquén en Argentine

## Autre localité importante
- San Patricio del Chañar